# Pilagá (langue)
Cet article concerne la langue pilagá. Pour le peuple pilagá, voir Pilagá.
Le pilagá est une langue waykuruane parlée en Argentine, dans le nord-est de la province du Chaco et l'est de celle de Formosa par 4 000 Pilagá.

## Écriture
Un premier alphabet pilagá est proposé par le missionnaire mennonite Alberto Buckwalter, basé sur l’orthographe espagnol et utilisé dans la traduction du Nouveau Testament en pilagá de 1993.
Dans cet alphabet, les lettres ont les mêmes valeurs que les lettres espagnoles, à l’exception de ‹ x › utilisé pour la fricative palate /ʕ/, ‹ q › pour la consonne occlusive uvulaire sourde /q/, ‹ ll › pour la consonne spirante latérale palatale voisée /ʎ/ et l’apostrophe ‹ ʼ › pour le coup de glotte /ʔ/.
En 1996, un alphabet est adopté après plusieurs rencontres et délibérations dans la communauté de Ayo La Bomba.
| Majuscules    | A   | B   | Č    | D   | E   | G   |     | H   | I   | K   | L   | λ   |
| Minuscules    | a   | b   | č    | d   | e   | g   |     | h   | i   | k   | l   | λ   |
| Prononciation | /a/ | /w/ | /tʃ/ | /d/ | /e/ | /ɡ/ | /ʕ/ | /h/ | /i/ | /k/ | /l/ | /ʎ/ |
|               |     |     |      |     |     |     |     |     |     |     |     |     |
| Majuscules    | M   | N   | Ñ    | O   | P   | Q   | S   | T   | W   | Y   | ʼ   |     |
| Minuscules    | m   | n   | ñ    | o   | p   | q   | s   | t   | w   | y   | ʼ   |     |
| Prononciation | /m/ | /n/ | /ɲ/  | /o/ | /p/ | /q/ | /s/ | /t/ | /w/ | /j/ | /ʔ/ |     |

## Prononciation
|          | Antérieur | Postérieur |
| -------- | --------- | ---------- |
| Fermé    | i         |            |
| Mi-fermé | e         | o          |
| Ouvert   |           | a          |

|            | Bilabiales | Bilabiales | Alvéolaires | Alvéolaires | Palatales | Palatales | Vélaires | Vélaires | Uvulaires | Uvulaires | Pharyngales | Pharyngales | Glottales | Glottales |
| ---------- | ---------- | ---------- | ----------- | ----------- | --------- | --------- | -------- | -------- | --------- | --------- | ----------- | ----------- | --------- | --------- |
| Occlusives | p          |            | t           | d           |           |           | k        | ɡ        | q         | q         |             |             | ʔ         | ʔ         |
| Nasal      | m          | m          | n           | n           | ɲ         | ɲ         |          |          |           |           |             |             |           |           |
| Affriquées |            |            |             |             | tʃ        | tʃ        |          |          |           |           |             |             |           |           |
| Fricatif   |            |            | s           | s           |           |           |          |          |           |           | ʕ           | ʕ           | h         | h         |
| Latérales  |            |            | l           | l           | ʎ         | ʎ         |          |          |           |           |             |             |           |           |
| Spirantes  | w          | w          |             |             | j         | j         |          |          |           |           |             |             |           |           |